# Adelencyrtoides similis
Adelencyrtoides similis är en stekelart som beskrevs av John S. Noyes 1988. Adelencyrtoides similis ingår i släktet Adelencyrtoides och familjen sköldlussteklar. Inga underarter finns listade i Catalogue of Life.